# Felicitász
A Felicitász latin eredetű női név, jelentése boldogság, szerencse.

## Rokon nevek
- Felicitás:[1] a Felicitász alakváltozata.[2]
- Felicita:[1] a Felicitász alakváltozata.[2]
- Zita: a Felicitász becéző alakjából alakult önálló név

## Gyakorisága
Az 1990-es években a Felicitász, Felicitás és Felicita szórványos név, a 2000-es években nem szerepelnek a 100 leggyakoribb női név között.

## Névnapok
Felicitász, Felicitás, Felicita
- március 6.[2]
- november 23.[2]

## Híres Felicitászok, Felicitások és Feliciták
- „Felicitász” utónevű személyek szócikkeinek listája a Wikidata alapján
- „Felicita” utónevű személyek szócikkeinek listája a Wikidata alapján
- „Felicitas” utónevű személyek szócikkeinek listája a Wikidata alapján
- „Félicité utónevű személyek szócikkeinek listája a Wikidata alapján
- „Felicity” utónevű személyek szócikkeinek listája a Wikidata alapján